# Libania Grenot
Libania Grenot (Santiago de Cuba, 12 juli 1983) is een Italiaanse sprintster van Cubaanse afkomst, die gespecialiseerd is in de 400 m. Ze werd twee achtereenvolgende malen Europees kampioene in deze discipline. Ook nam ze driemaal deel aan de Olympische Spelen.

## Biografie
Grenot werd geboren in Cuba. In 2006 trouwde ze met een Italiaan en verkreeg zo in 2008 de Italiaanse nationaliteit.
Grenot nam deel aan de Olympische Spelen van 2008 in Peking. In de eerste ronde van de 400 m won ze haar reeks, later in de halve finale liep ze naar een vijfde plaats, waarmee ze zich niet kon plaatsen voor de finale. In 2009 won ze de 400 m op de Middellandse Zeespelen.
In 2010 nam Grenot deel aan de Europese kampioenschappen in Barcelona. In de finale van de 400 m eindigde ze op de vierde plaats in een tijd van 50,43 s. Enkele dagen later eindigde ze ook vierde op de 4 x 400 m estafette, (samen met Chiara Bazzoni, Marta Milani en Maria Enrica Spacca).
Op de Olympische Spelen van 2012 in Londen kwam ze uit op de 400 m. Via 52,13 in de series plaatste ze zich voor de halve finale. Daar werd ze uitgeschakeld met een tijd van 51,18. Op de 4 x 400 m estafette liep ze in de kwalificatieronde met haar teamgenotes Chiara Bazzoni, Elena Maria Bonfanti en Maria Enrica Spacca een tijd van 3.29,01 en was hiermee uitgeschakeld.
In 2013 was Grenot voor de tweede maal succesvol bij de Middellandse Zeespelen. Ze deed daar mee aan de 200 m, waar ze een zilveren medaille won. Later in het jaar was Grenot deelneemster bij de wereldkampioenschappen van Moskou. Ze werd daar in de halve finales van de 400 m uitgeschakeld, ondanks dat ze de daar de achtste tijd liep en er acht deelnemers door mochten naar de finale. De 4 x 400 m estafetteploeg behaalde daar wel de finale, maar het team wist niet met het estafettestokje de finish te bereiken.

## Titels
- Europees kampioene 400 m - 2014, 2016
- Kampioene Middellandse Zeespelen 400 m - 2009

## Persoonlijke records
Outdoor
| Afstand | Prestatie          | Datum       | Plaats  |
| ------- | ------------------ | ----------- | ------- |
| 200 m   | 22,56 s (+1,9 m/s) | 27 mei 2016 | Tampa   |
| 300 m   | 36,82 s            | 16 mei 2014 | Atlanta |
| 400 m   | 50,30 s            | 2 juli 2009 | Pescara |

Indoor
| Afstand | Prestatie | Datum           | Plaats |
| ------- | --------- | --------------- | ------ |
| 400 m   | 54,44 s   | 27 januari 2008 | Ancona |

## Palmares

### 200 m
- 2013:  Middellandse Zeespelen - 23,20 s

### 400 m
Kampioenschappen
- 1999: 5e WJK - 54,43 s
- 2005: 5e in serie WK - 53,05 s
- 2008: 5e in ½ fin. OS - 50,83 s
- 2009:  EK team - 51,16 s
- 2009:  Middellandse Zeespelen – 50,30 s
- 2009: 4e in ½ fin. WK - 50,85 s
- 2010: 4e EK – 50,43 s
- 2010: 6e IAAF/VTB Bank Continental Cup - 51,74 s
- 2012: 6e EK - 52,57 s
- 2012: 3e in ½ fin. OS - 51,18 s
- 2013: 4e in ½ fin. WK - 50,47 s
- 2014:  EK - 51,10 s
- 2016:  EK - 50,73 s
- 2016: 8e OS - 51,25 s

Diamond League-podiumplekken
- 2013:  DN Galan – 51,44 s

### 4 x 400 m
- 2010: 4e EK – 3.25,71
- 2012: 7e in kwal. OS - 3.29,01
- 2013: DQ in fin. WK
- 2014: 7e EK - 3.28,30
- 2016:  EK - 3.27,49
- 2016: 6e OS - 3.27,05